# 費爾黑文 (伊利諾伊州)
費爾黑文（英語：Fair Haven）是位於美國伊利諾伊州卡洛爾縣的一個非建制地區。該地的面積和人口皆未知。

## 地理
費爾黑文的座標為41°56′44″N 89°55′45″W / 41.94556°N 89.92917°W，而該地的平均海拔高度為240米（即787英尺）。